# بطولة الأكوان (دراغون بول سوبر)
بطولة الأكوان أو بطولة القوة هي أحد أحداث مانغا وأنمي دراغون بول سوبر من تأليف أكيرا تورياما، تم ذكر بطولة القوة لأول مرة من قبل زينو-ساما بعد إعجابه بمعركة الكون السادس والسابع التي تم إقامتها بسبب نزاع بين آلهة الدمار بيروس ونظيره من الكون السادس تشامبا، وسيتم مكافأة المقاتل الأقوى في بطولة القوة بكرات الدراغون بول سوبر ونجاة الكون الذي ينتمي إليه من المحو الذي سيصيب بقية الأكوان الخاسرة.

غوهان

## الاستعداد للبطولة
تم الاستعداد لبطولة القوة عن طريق إنشاء بطولة مصغرة بين الكون التاسع والسابع للاستعراض أمام زينو-ساما المستقبلي، وتم استدعاء ثلاث مقاتلين من كلا الكونين، فكان مقاتلوا الكون السابع غوكو وغوهان وماجين بوو، ومقاتلوا الكون التاسع بيرغامو وباسل ولافندر ويطلق عليهم لقب الثلاثي الخطير.

## القوانين
تم وضع قوانين رمزية لبطولة القوة لكن القانون الأساسي والوحيد هو إرادة ورغبة زينو ساما
من هذه القوانين عدم استخدام أي أداة للشفاء أو العلاج باستثناء القدرات الخاصة بالمحاربين، كما يمنع استخدام الأسلحة ما لم تكن جزء من جسد المحارب

## بداية البطولة
قام الملاك الأكبر (الداينشينكان) بخلق كون كامل من فراغ من أجل استيعاب قوة المحاربين في البطولة، وصنع حلبة القتال في داخله، وأمر كل إله دمار بجمع عشرة مقاتلين من أجل المشاركة في البطولة والكون الخاسر سيتم محيه من الوجود من قبل زينو ساما

## الأكوان المشاركة
تم استثناء أربعة أكوان من بين إثني عشر كونًا، وهي الأكوان: (الأول والخامس والثامن والثاني عشر) لِحصول الكائنات الفانية فيها على تصنيف قوة أكثر من 10/7
أما الأكوان المشاركة فهي ثمانية أكوان ومن كل كون عشر مقاتلين وهم:
1/  الكون الثاني: ريبريان، كاكونسا، روزي، فيكال، جيمس -...
2/  الكون الثالث: نيغريشي، ناريراما، بريشو، بيارا، باباروني، ماجي كايو، كاتوبيسرا، بانشيا، بوراريتا، كواتسوكاي.
3/  الكون الرابع: دامون، غانوس، نينك، شوسا، ماجورا، كاواي، داركوري، مونا، شانتسا -...
4/  الكون السادس: هيت، كابا، كالي، كالفيلا، فروست، ماجيتا، بوتامو، ساونيرو، بيرينا، دكتور روتا.
5/  الكون السابع: سون غوكو، فيجيتا، غوهان، موتين روشي، كوريلين، فريزا، بيكولو، تينشينهان، الآلي ر. 17 - الآلي ر. 18.
6/  الكون التاسع: بيرغامو، باسل، لافيندر، هيسوب، سوريل، شابل، اوريغانو، هوب، كومفراي، روسل.
7/  الكون العاشر: موريشيم، ليليبو، نابابا، جيوم، موريسام، ميثيوب، جيراسين، اوبني، زيركور، ليبالت.
8/  الكون الحادي عشر: جيرين، توبو، ديسبو، كانشي، كاسيرال، توبر، زويري، كوكوت، كيتول، بون.

## نهاية البطولة
فوز الكون السابع بعد هزمه الكون الحادي عشر وتمنّي إرجاع الأكوان التي تم محوّها. وبما أن «الآلي رقم 17» هو آخر من تبقى في الحلبة بعد إخراج كل من سون غوكو وفريزا لجيرين دفعة واحدة، تظهر كرات التنين الخارقة ويتمنى رقم 17 إعادة كل الأكوان التي تم محوها للحياة. ومن ثم يذهب غوكو وأصدقائه إلى الأرض مع الإشارة لبدء ملحمة جديدة..، ومن ثم ينتهي الأنمي.

## انظر ايضًا
- دراغون بول سوبر
- الملاك الأكبر
- زين - اوه ساما
- سون غوكو
- فيجيتا